# Rudolf Gnägi
Rudolf Gnägi ( 3 de Agosto de 1917 - 20 de Abril de 1985) foi um político da Suíça.
Ele foi eleito para o Conselho Federal suíço em 8 de Dezembro de 1965 e terminou o mandato a 31 de Dezembro de 1979.
Rudolf Gnägi foi Presidente da Confederação suíça em 1971 e 1976.